# Verne Gagne
Laverne Clarence Gagne, detto Verne (Robbinsdale, 26 febbraio 1926 – Bloomington, 27 aprile 2015), è stato un wrestler, giocatore di football americano e allenatore di wrestling statunitense.
È stato il proprietario/promoter della American Wrestling Association, federazione con base a Minneapolis (Minnesota), che era un tempo una delle tre maggiori compagnie di wrestling negli Stati Uniti. Ricoprì questa carica fino al 1991, anno in cui la federazione chiuse i battenti.
Gagne è un sedici volte campione del mondo, avendo detenuto il titolo AWA World Heavyweight Championship per 10 volte, il World Heavyweight Championship (Omaha version) 5 volte, e la cintura IWA World Heavyweight Championship in una occasione. Gagne detiene il record di giorni complessivi come campione mondiale ed è terzo dietro Bruno Sammartino e Lou Thesz come lunghezza di un singolo regno da campione. Vera e propria leggenda del mondo del wrestling statunitense, Gagne è uno dei soli 6 uomini introdotti sia nella WWE Hall of Fame, nella WCW Hall of Fame, nella Professional Wrestling Hall of Fame e nella Wrestling Observer Newsletter Hall of Fame.
Nel 1974 produsse insieme a W.R. Frank il film sul mondo del wrestling Bestione superstar.

## Carriera nel football

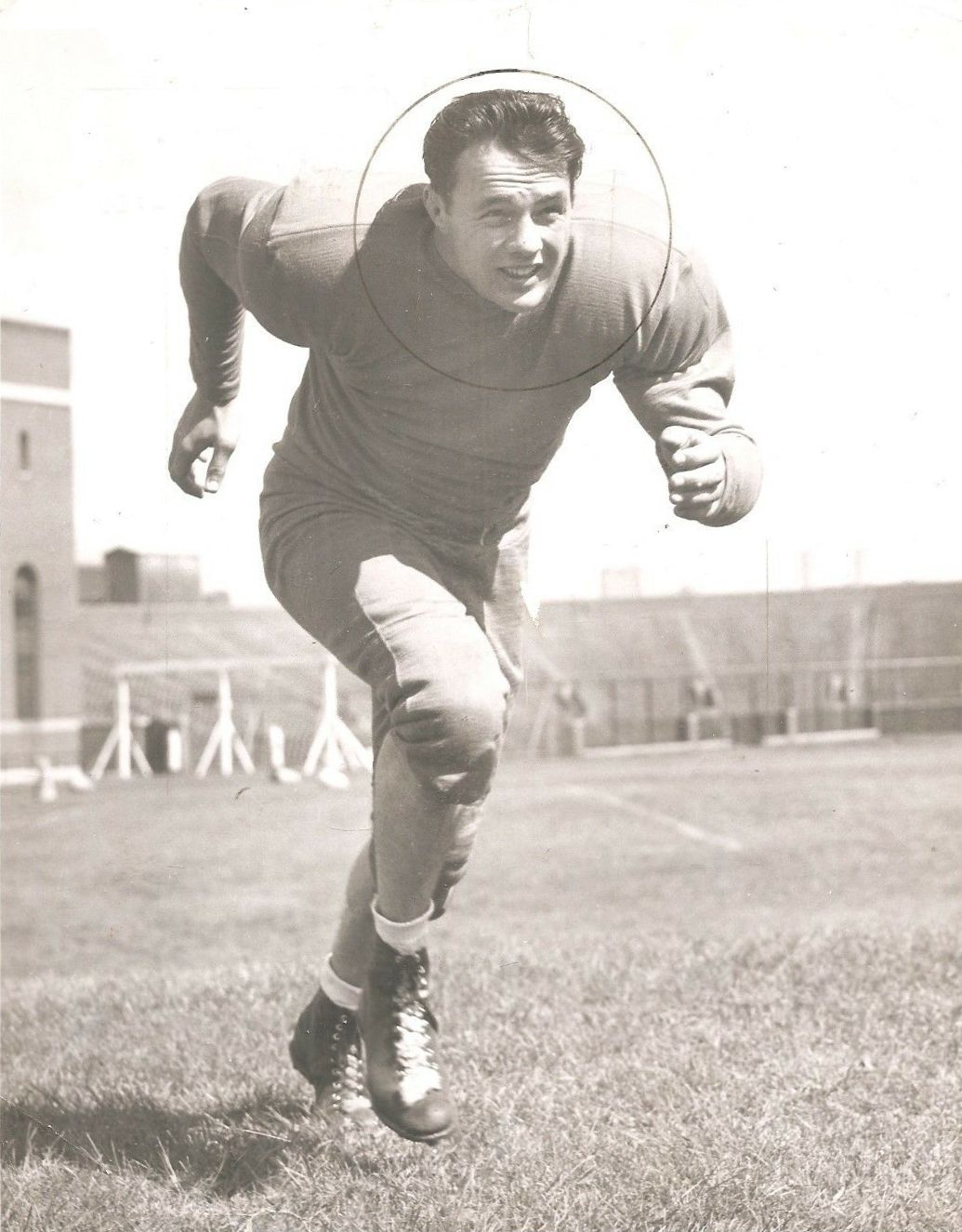
Gagne nel 1946 ai tempi della University of Minnesota

## Carriera nel wrestling

### National Wrestling Alliance
Nel 1949, Gagne decise di darsi al wrestling professionistico, iniziando la propria carriera in Texas. Al debutto, sconfisse Abe Kashey, in un match che aveva l'ex campione mondiale di boxe Jack Dempsey come arbitro speciale. Il 13 novembre 1950, Gagne conquistò il titolo National Wrestling Alliance Junior Heavyweight nel corso di un torneo indetto per assegnare la vacante cintura.

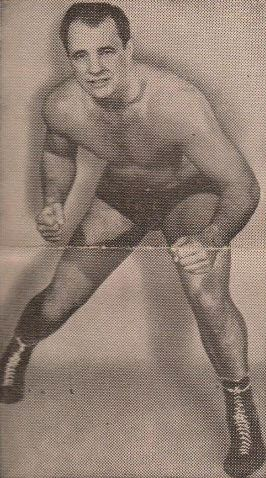
Verne Gagne nel settembre 1952

Nel settembre 1953 presso la Fred Kohler Enterprises, Gagne venne premiato con la neonata cintura di campione NWA United States Champion (versione di Chicago). Divenne uno dei lottatori più conosciuti in televisione, grazie al canale Dumont Network, che trasmetteva spesso suoi match dove egli poteva mettere in risalto le sue qualità tecniche. Si disse che era uno dei wrestler più pagati degli anni cinquanta, guadagnando circa centomila dollari all'anno.
Il 14 giugno 1957, Édouard Carpentier sconfisse il campione NWA Lou Thesz a Chicago. La NWA ribaltò successivamente il verdetto arbitrale e riassegnò d'ufficio la cintura a Thesz. Tuttavia, alcuni territori della NWA incluso il Nebraska si rifiutarono di accettare la decisione considerando Carpentier il campione legittimo. Il 9 agosto 1958 Carpentier perse la cintura contro Gagne a Omaha, Nebraska, il che lo rese NWA World Champion nei territori NWA che non riconoscevano Thesz quale campione in carica, prima di cedere la cintura tre mesi dopo a Wilbur Snyder. Agli inizi del 1960, Gagne combatteva sempre più raramente, e iniziò a focalizzarsi sulla carriera da dirigente, con l'idea di creare la propria compagnia di wrestling.

### American Wrestling Association

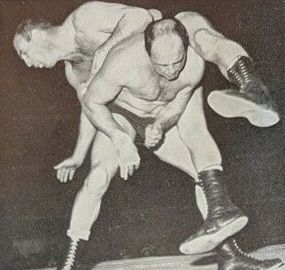
Gagne contro Hans Schmidt, 26 aprile 1969

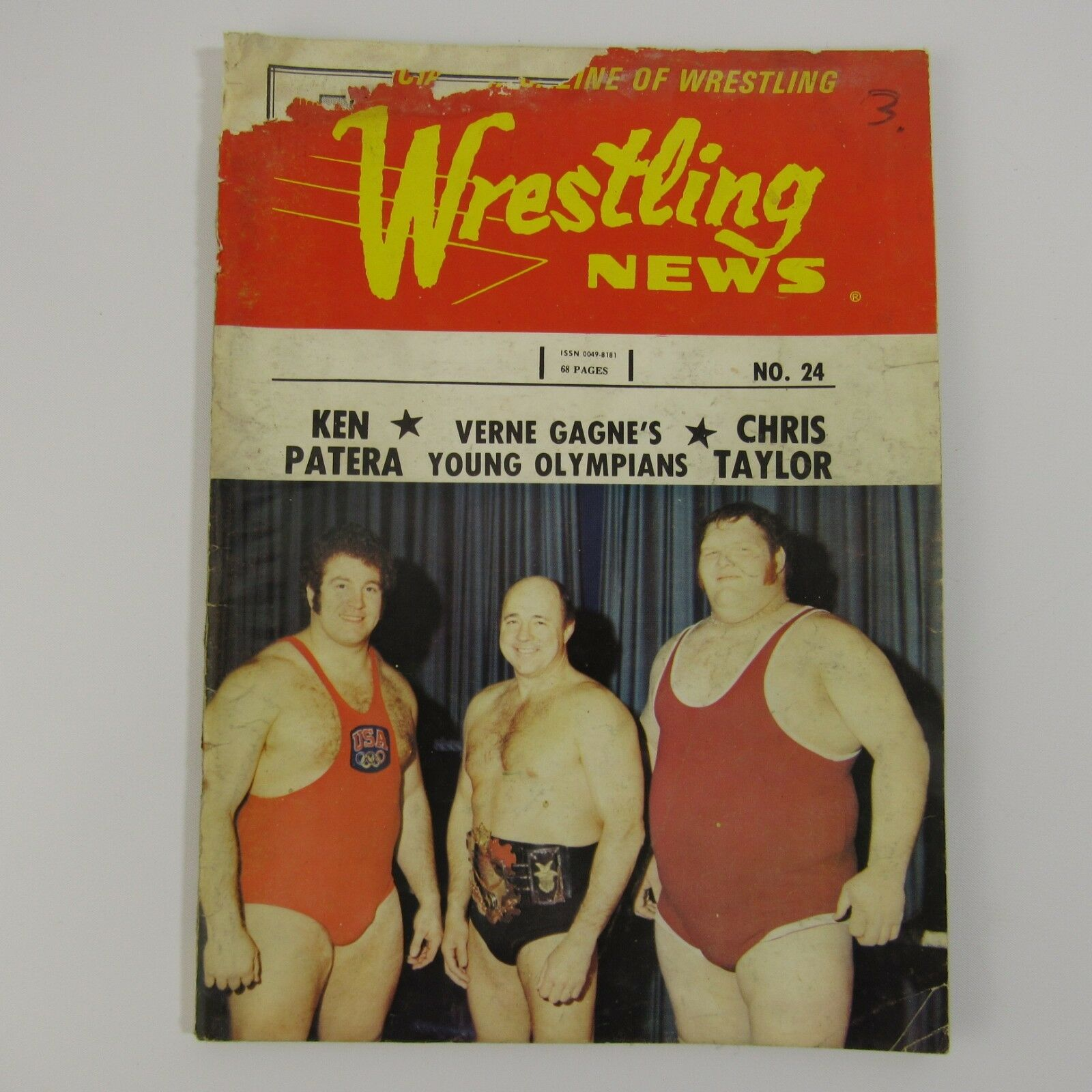
Ken Patera, Verne Gagne, Chris Taylor nel 1974

Nel 1960, Gagne formò la propria organizzazione, denominata American Wrestling Alliance (successivamente "Association"). Prima di questo, la zona di Minneapolis era sotto il controllo della National Wrestling Alliance. Staccandosi dalla NWA, Gagne venne proclamato primo AWA World Champion.
Alcuni dei feud maggiori di Gagne in questo periodo furono le rivalità con Gene Kiniski, Dr. Bill Miller (mascherato prima da Dr. X e poi da Mr. M), Fritz Von Erich, Dr. X, The Crusher, Ray Stevens, Mad Dog Vachon, Larry Hennig e Nick Bockwinkel. Lottò sempre da face beniamino dei fan, e la sua mossa finale era la "sleeper hold" che faceva addormentare l'avversario. Nel 1981 si ritirò dal ring dopo aver collezionato ben 10 titoli di campione mondiale AWA, oltre ad altre numerose cinture.

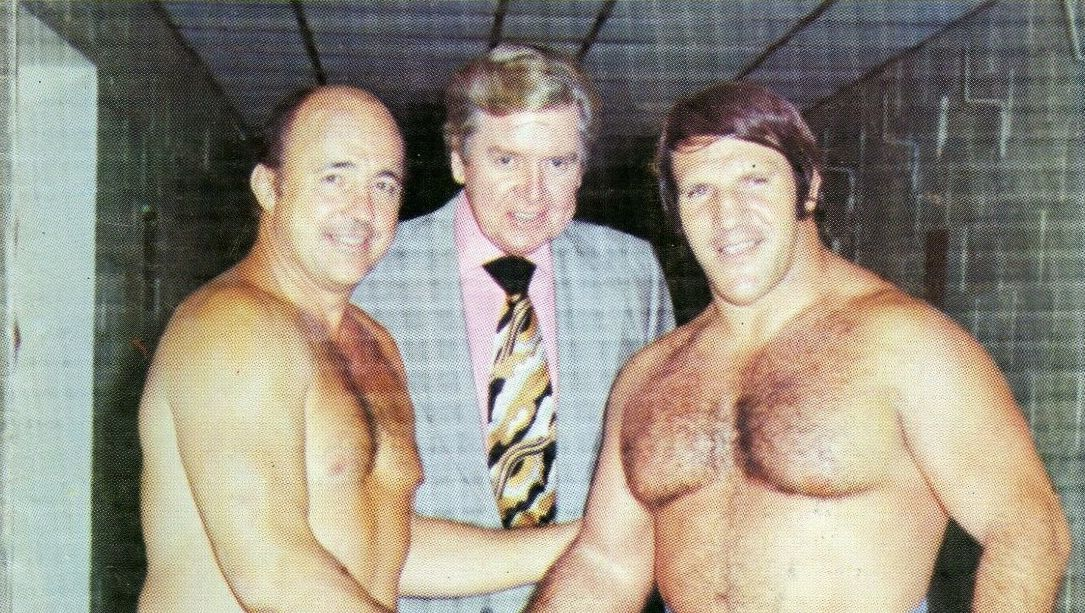
Vincent James McMahon, Verne Gagne e Bruno Sammartino nel 1975

In qualità di promoter della AWA, Gagne era conosciuto come fautore del wrestling "old school", che privilegiava i lottatori tecnici rispetto ai colossi muscolosi che combattevano però in modo mediocre. Questo fatto portò a qualche attrito con la stella nascente della federazione, Hulk Hogan, che Gagne aveva preso poco tempo prima dalla World Wrestling Federation, compagnia che lo aveva ritenuto ancora troppo "acerbo". Gagne preferiva concentrarsi sulla promozione di Nick Bockwinkel come nuova stella della federazione e nuovo campione mondiale AWA. Ma ormai, grazie al cameo nel film Rocky III, la popolarità di Hogan era cresciuta sempre di più, anche se Gagne si rifiutava ancora di dargli un'occasione per l'AWA World Championship. Gagne era cosciente del carisma di Hogan, ma pensava che una federazione di wrestling si dovesse basare su lottatori tecnicamente preparati, come Gagne stesso; il patron non considerava Hogan un wrestler puro e addirittura in due occasioni lo prese in giro con due vittorie fittizie del titolo solo per poi strappargli la cintura. Frustrato dalle decisioni di Gagne, nel 1983 Hogan accettò un'offerta da Vince McMahon per lottare nella World Wrestling Federation, costruendo in oltre 20 anni di carriera la storia del wrestling professionistico.
Nel settembre 1985, il canale ESPN iniziò a trasmettere il programma AWA Championship Wrestling, garantendo alla AWA una grande visibilità a livello nazionale. Tuttavia, la federazione ebbe numerosi problemi; AWA Championship Wrestling non fu trattato come un programma "di punta" dall'emittente televisiva, lo show spesso non veniva nemmeno trasmesso nell'orario prestabilito, senza avvertimenti di sorta per i telespettatori. Inoltre, le strategie di booking di Gagne erano sempre più antiquate rispetto alla concorrenza della WWF che stava crescendo in maniera esponenziale, e unite ai presunti favoritismi nei confronti del figlio Greg, anch'esso lottatore, causarono una fuoriuscita dei migliori talenti verso la compagnia di Stamford. Nel 1991, il danno era ormai insanabile, e l'AWA chiuse i battenti per bancarotta dopo oltre trent'anni di attività.

## Carriera da allenatore
Verne ha allenato o aiutato ad allenarsi 93 wrestler, inclusi:
- Greg Gagne
- Ric Flair[4]
- Gene Anderson
- Ole Anderson
- Lars Anderson

- Jim Brunzell
- Ricky Steamboat[4]
- Curt Hennig[4]
- Bob Backlund[4]
- The Iron Sheik[4]

- Paul Ellering
- Blackjack Mulligan
- Brian Knobbs
- Jerry Sags
- Scott Norton

- Ken Patera[4]
- Larry Hennig
- Jimmy Valiant
- Baron Von Raschke
- Brad Rheingans[4]

- Buddy Rose
- Sgt. Slaughter
- John Nord
- Jimmy Snuka

- Bill Irwin
- Scott Irwin
- Bob Brown
- The Undertaker

## Vita privata

### Morte di Helmut Gutmann
Il 26 gennaio 2009, Gagne si trovò coinvolto in un diverbio con il novantasettenne Helmut Gutmann, residente della casa di cura per anziani di Bloomington, Minnesota, dove entrambi erano ricoverati. Secondo quanto dichiarato dalla vedova di Gutmann, non presente al momento del fatto, Gagne alzò Gutmann e lo schiacciò al suolo, rompendogli un'anca.
Anche se nessuno dei due uomini si ricordò più dell'incidente in poche ore, Gutmann morì durante il ricovero in ospedale qualche tempo dopo a causa di complicazioni insorte in seguito all'infortunio. Il 25 febbraio 2009, la morte dell'anziano venne ufficialmente dichiarata un "omicidio" dal medico forense. Il 12 marzo 2009, il procuratore della Contea di Hennepin annunciò pubblicamente che Gagne non sarebbe stato incriminato a causa della sua demenza senile, che non lo rendeva perseguibile legalmente.

### Malattia e morte
A Gagne venne diagnosticato la malattia di Alzheimer (o forse un'encefalopatia traumatica cronica presumibilmente causata dai molteplici traumi alla testa rimediati in carriera) che gli causò progressivamente una totale perdita di memoria. A causa di questa malattia invalidante, negli ultimi anni di vita fu ricoverato in una casa di cura per anziani di Bloomington, Minnesota. Nel gennaio 2012 (e possibilmente dalla data dell'incidente con Gutmann del 2009), Gagne viveva a casa della figlia Beth e del di lei marito Will. La notte del 27 aprile 2015, Gagne è morto nel sonno all'età di 89 anni.

## Titoli e riconoscimenti

### Lotta studentesca
- Amateur Athletic Union
  - Northwestern AAU Championship (1942)
  - National AAU Championship (1948, 1949)
- Big Ten Conference
  - Big Ten Conference Championship (1944, 1947, 1948)
- Minnesota State High School League
  - Minnesota State Championship (1943)
- National Collegiate Athletic Association
  - NCAA Championship (1948, 1949)
- Giochi olimpici
  - Membro della squadra olimpica di lotta degli Stati Uniti nel 1948[4]

### Wrestling professionistico
- Cauliflower Alley Club
  - Lou Thesz Award (ed. 2006)
- International Pro Wrestling
  - IWA World Heavyweight Championship (1)
- NWA Chicago
  - NWA United States Heavyweight Championship (Chicago version) (2)[12]
  - NWA World Tag Team Championship (Chicago version) (1); con Édouard Carpentier[13]
- NWA Minneapolis Wrestling and Boxing Club / American Wrestling Association
  - AWA World Heavyweight Championship (10)[14]
  - AWA World Tag Team Championship (4); con Moose Evans (1), The Crusher (1), Billy Robinson (1), e Mad Dog Vachon (1)[15]
  - NWA World Tag Team Championship (Minneapolis version) (4); con Bronko Nagurski (1), Leo Nomellini (2), e Butch Levy (1)[16]
  - World Heavyweight Championship (Omaha version) (1)
- NWA Tri-State
  - NWA World Junior Heavyweight Championship (1)[17]
- Omaha (Nebraska)
  - World Heavyweight Championship (Omaha version) (4)[18]
- Pro Wrestling Illustrated
  - PWI Stanley Weston Award (1986)
  - PWI lo classificò alla posizione numero 158 nella lista dei migliori 500 wrestler dei PWI Years nel 2003
- Professional Wrestling Hall of Fame
  - Classe del 2004[19]
- Southwest Sports, Inc.
  - NWA Texas Heavyweight Championship (2)[20]
  - NWA World Tag Team Championship (Texas version) (1); con Wilbur Snyder[21]
- World Championship Wrestling
  - WCW Hall of Fame (Classe del 1993)[22]
- WWE
  - WWE Hall of Fame (Classe del 2006)[23]
- Wrestling Observer Newsletter
  - Wrestling Observer Newsletter Hall of Fame (Classe del 1996)